# Моцарт (фильм)
«Моцарт» — фильм режиссёра Светланы Басковой, снятый в 2006 году. Фильм был снят в Москве и Санкт-Петербурге на Гостином Дворе.

## Сюжет
Фильм повествует о безымянном композиторе (герой Маслаева, по совместительству дирижер) преклонного возраста, якобы находящимся в прединфарткном состоянии; в фильме он упоминается как Маэстро. Маэстро пользуется услугами молодых композиторов, публикуя их работы под своим именем. Между молодыми композиторами возникает злокачественная конкуренция.
Герой Вячеслава Ганенко, сантехник, пытается понять у героя Романа Рупышева значение слов «контрапункт» и «алеаторика». В то же время Маэстро и герой Пахомова, один из теневых композиторов, обсуждают совместную поездку в Краков, где должен состояться концерт под именем Маэстро.
Сантехник принимает решение создать собственные композиции. Разочаровавшись, он бьет себя ножом в живот. Герой Рупышева находит окровавленного сантехника и присваивает его произведения.
Маэстро обявляют о плачевном состоянии его здоровья, пытаясь склонить к прижизненному отказу от прав на купленные произведения в пользу молодых композиторов. Зная это, герой Пахомова убивает последних, после чего едет с Маэстро в Краков.

## В ролях
- Александр Маслаев — старый Маэстро
- Сергей Пахомов — молодой композитор, слуга старого Маэстро
- Александр Яцко — композитор, сотрудничавший с Маэстро
- Вячеслав Ганенко — ученик старого Маэстро, музыкант-любитель, сантехник
- Роман Рупышев — друг сантехника
- Глеб Михайлов — композитор
- Леонид Машинский — юрист
- Андрей Емельянов
- Евгений Федоров — композитор, написавший оперу («8 часов»)

## Участие в фестивале
2006
- Премьера фильма на конкурсе «Кино без киноплёнки», фестиваль «Киношок».[1]